# Roncus sandalioticus
Roncus sandalioticus är en spindeldjursart som beskrevs av Giulio Gardini 1982. Roncus sandalioticus ingår i släktet Roncus och familjen helplåtklokrypare. Inga underarter finns listade i Catalogue of Life.